# Prinsessan Eugénie av Sverige och Norge

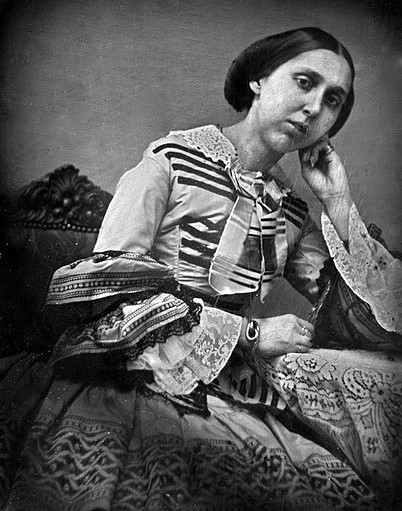
Fotografi på Prinsessan Eugénie av Sverige och Norge.

Fåglarnes morgonlof titelsida

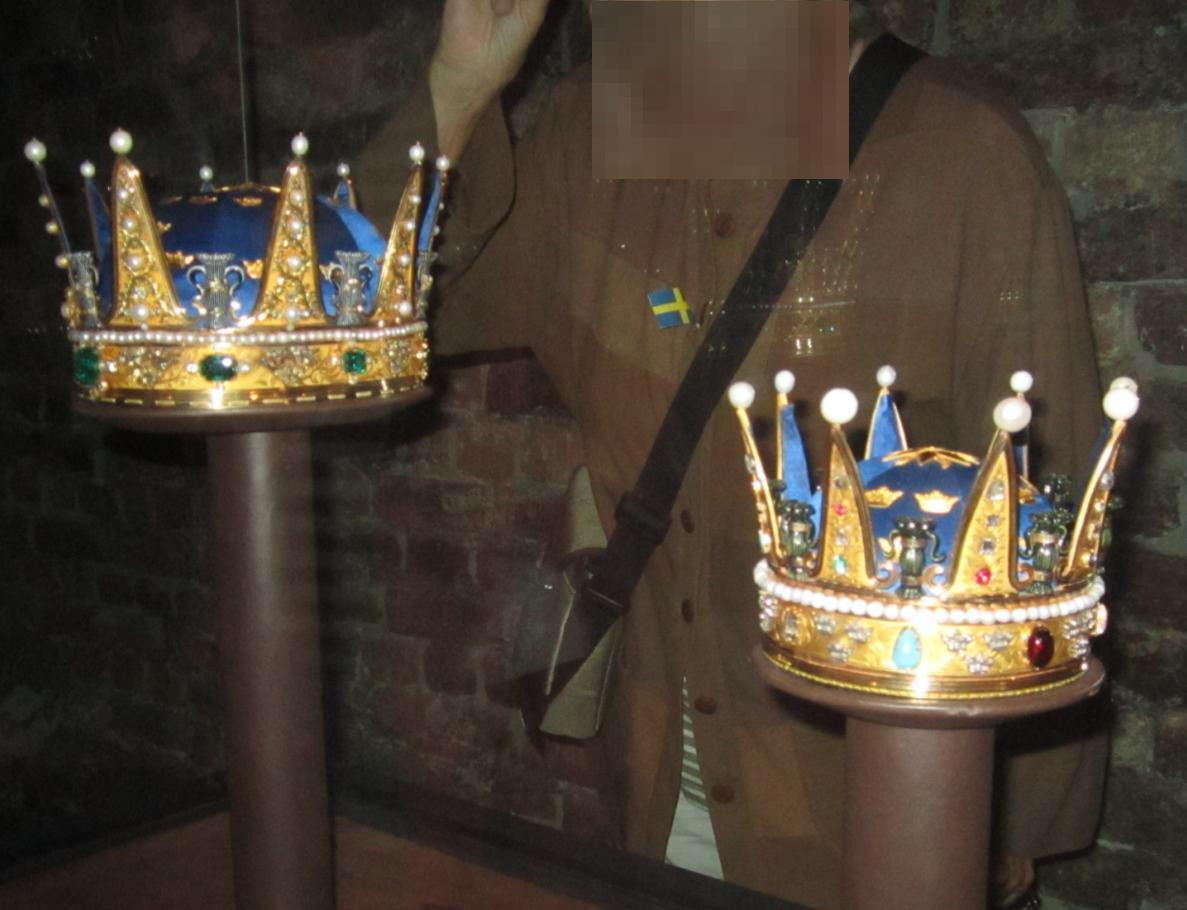
Krona (till höger) skapad åt Prinsessan Eugenie till brodern Carls kröning år 1860.

Eugénie, officiellt Eugenia, Charlotta Eugenia Augusta Amalia Albertina av huset Bernadotte, född 24 april 1830 på Stockholms slott, död 23 april 1889 i Stockholm, var prinsessa av Sverige och Norge. Hon var dotter till kung Oscar I och drottning Josefina. Hon var även känd som tonsättare och konstnär. I sina tryckta verk använde hon ofta pseudonymen "E******" i olika varianter.

## Biografi
Prinsessan Eugénie blev liksom sina syskon uppfostrad under överinseende av Christina Ulrika Taube. Hon ska ha präglats starkt av hovpredikanten dr J. G. Lundberg och sin hovfröken Karen Anker, som båda beskrivs som dominanta personligheter och ska ha bidragit till Eugenies egen undergivna läggning.
Som barn kände hon sig ibland ensam och skulle som vuxen säga att hon som barn ofta önskade att hon varit född pojke, som bröderna. Under kungabarnens barndom hade de en tid en lärare som drabbades av lungsot; denne avskedades inte, då man inte förstod smittorisken på denna tid, och det är möjligt att flera av barnens hälsa försämrades av detta.
Eugenie intresserade sig mycket för konst och är känd för sina teckningar som illustrerar livet vid hovet. Ett av hennes mest omtycka motiv var hennes näst äldste bror Gustaf, som hon hade ett särskilt nära förhållande till. Medan hon tecknade, musicerade han, och särskilt på Tullgarn gjorde de det samtidigt, och hon avbildade honom då han musicerade med hovdamerna. De brevväxlande med varandra även då de bara var åtskilda över dagen, och under broderns tid som student vid Uppsala universitet skrev han till henne att han saknade hur de hade brevväxlat även då de träffade varandra varje dag.
År 1852 blev stora delar av kungafamiljen sjuka under ett gemensamt besök i Norge efter att ha varit på kurort i Tyskland: "älsklingsbrodern" prins Gustaf avled i tyfoidfeber, och Eugénies hälsa var efter detta mycket försämrad. Under vintrarna tvingades hon hålla sig inom särskilt eldade rum på slottet. Hon genomled flera lunginflammationer innan hon fick tuberkulos som tvingade henne att spendera mycket tid innomhus. En av hennes läkare var Gabriel Branting, far till den senare statsministern Hjalmar Branting. Från början av 1860-talet och framåt bodde hon om somrarna på Villa Fridhem i Västerhejde på Gotland, som hon själv lät uppföra efter att ha tillbringat somrarna på ön sedan 1859. 
Eugénie var ogift och sjuklig under hela sitt vuxna liv. Hon ansåg själv att detta faktum gav henne möjligheten att leva ett självständigt liv. Då Sveriges riksdag år 1858 beslöt att vuxna ogifta kvinnor kunde ansöka om att bli myndigförklarade, var hon en av de första kvinnorna i landet som ansökte om att få bli det.
Hon beskrevs som varmt troende, och lyssnade på många olika kristna riktningar. Hon var också intresserad av att måla, skulptera och skriva musik, hon tonsatte, skrev dikter, modellerade samt målade som ung akvareller som skildrade kungafamiljens liv i vardag och fest. 
Hon utgav boken Svenska prinsessor och en bok hon översatt från tyska (1864) samt deltog vid Konst- och industriutställningen i Stockholm 1866. Hon bildade en syförening och var vän med psalmförfattaren och teologen Lina Sandell. Hennes mest ihågkomna insatser var emellertid inom den sociala verksamheten. 
Som enda dotter ärvde hon många av sin mors, drottning Josefinas, smycken, många av dem sålde hon senare och skänkte pengarna till välgörande ändamål. Dock behöll hon det som kommit att kallas kamégarnityret och gav det vidare i sitt testamente till sin yngste brorson, prins Eugen.
Hon tog under 1870-talet initiativ till Lapska missionens vänner, vilken senare byggde en minneskyrka över hennes i Lannavaara.
Hon bildade 1882 Nordiska samfundet till bekämpande af det vetenskapliga djurplågeriet
.
Hennes egen dåliga hälsa gjorde henne intresserad av sjukvård och hon lät bland annat uppföra Eugeniahemmet i Stockholm, för obotligt sjuka barn. Hon inrättade även barnhem samt Gotlands sjukhem för obotligt sjuka i Visby. Prinsessan Eugénie avled stilla klockan 00.45 den 23 april 1889 på Stockholms slott. Hon är representerad med en akvarell och några teckningar vid Nationalmuseum i Stockholm.

## Ur testamentet
- Prinsessans tjänare fick en livstidspension
- Prins Oscar Bernadotte erhöll egendomen Villa Fridhem med inventarier
- Barnhemmet vid Fridtorp fick en donation på 240 000 kronor
- Övriga donationer:
  - Eugeniahemmet 20 000 kronor
  - Föreningen Lapska missionens vänner 20 000 kronor
  - Stadsmissionen i Visby 12 000 kronor
  - Gotlands sjukhem för obotligt sjuka 20 000 kronor
  - Nordiska samfundet till bekämpande af det vetenskapliga djurplågeriet 6 000 kronor[10]

## Tonsättningar i urval

### Verk för piano
- Drottning Josephinas polonäs, polonäs (1854). Uppförd den 28 januari 1856 på kungens bal.[11]

- Louisa vals, utgiven 1850.[12]

- La priere. Utgiven 1844.[13]

- Sorgmarsch, till minne av drottning Louise, död 1871

- Tullgarns-galopp, komponerad 1853. Uppförd den 28 januari 1856 på kungens bal.[14]

Flera pianoverk från 1844, bland annat Andante, Andantino, två galopper, en polonäs och tre valser.

### Solosånger
- Novemberkvällen (Romans) "Så snabbt sjunker dagen i flyende fart". Text av Carl Wilhelm Böttiger.[15]

- Sång "Hvad du vill, jag skall försaka". Text av Tibell. Utgiven 1863.[16]

- Fiskaren (1850)

- Romans vid piano (1859)

- Augusta-dagen (1865)

### Duetter
- Till vågen "Hör huru vågen, den slår mot stranden". Duett för sopran och alt. Text och musik av Eugénie. Utgiven 1862.[17]

- Die Glocken "Ach, wie schön die Glocken klingen". Duett för sopran och tenor. Text av Josefina av Leuchtenberg. Utgiven 1862.[18]

- Det åldriga parets minnesdrömmar "Ack, barndomsminnen sväfva i dag kring åldrigt tjäll". Duett för sopran och tenor. Text och musik av Eugénie. Tillägnad Antoinette Ribbing, född Lagerbielke. Utgiven 1865.[19]

- Fåglarnes morgonlof "Se natur'n i Gudaprakt herrligt står för mig i dag". Duett för sopran och alt. Text och musik av Eugénie. Utgiven 1865.[20]

### Körverk
- Andliga sånger för fyrstämmig damkör (SSAA, två sopraner och två altar). Text och musik komponerade 1878 av Eugénie.[21]

1. Guds frid. Tillägnad mademoiselle Cecilia Fryxell. Komponerad hösten 1878.
2. Blick på tidens tecken. Tillägnad teologie doktor Kiellstedt. Komponerad hösten 1878.
3. Solnedgången. Tillägnad fur Ottonie de Maré, född Ramsay. Komponerad hösten 1878.
4. Afsked från flyende året. Tillägnad hovfröken Adéle Rudenschöld. Komponerad 1878.

- Två kvartetter för mansröster (TTBB, två tenorer och två basar). Text och musik av Eugénie.[22]

1. Farväl
2. Aftontankar

- Andeliga kvartetter för sopran, alt, tenor och bas. Utgiven 1883.[23]

1. Korsvägen. Text och musik av Eugénie. Komponerad i januari 1879 på Stockholms slott. Tillägnad änkefru Louise Stenhammar född Rudenschiöld.
2. Den gode herden "Herren! Du är min gode herde". Text ur psaltaren 23. Komponerad i februari 1879 på Stockholms slott. Tillägnad fru Olivia Elfling, född Nordblom.
3. Skymningstankar. Text och musik av Eugénie. Komponerad i april 1883 på Stockholms slott. Tillägnad fru Mathilda Lejonhufvud född Stackelberg.
4. Den troende brudens pilgrimssång. Text och musik av Eugénie. Komponerad i 4 januari 1883 på Stockholms slott. Tillägnad friherrinnan Dina Hierta, född Norström. Även utgiven i en separat utgåva 1883.[24]

- Min enda omsorg för sopran, alt, tenor och bas. Utgiven 1886.[25]

## Anfäder och anmödrar
|                                         |  |  |  |  |  |  |  |                                      |  |  |  |  |  |  |  |                                                    |  |  |  |  |  |  |  | Advokat Henri Bernadotte                  |
|                                         |  |  |  |  |  |  |  |                                      |  |  |  |  |  |  |  |                                                    |  |  |  |  |  |  |  |                                           |
|                                         |  |  |  |  |  |  |  |                                      |  |  |  |  |  |  |  | Kung Karl XIV Johan                                |  |  |  |  |  |  |  |                                           |
|                                         |  |  |  |  |  |  |  |                                      |  |  |  |  |  |  |  |                                                    |  |  |  |  |  |  |  |                                           |
|                                         |  |  |  |  |  |  |  |                                      |  |  |  |  |  |  |  |                                                    |  |  |  |  |  |  |  | Jeanne de Saint Vincent                   |
|                                         |  |  |  |  |  |  |  |                                      |  |  |  |  |  |  |  |                                                    |  |  |  |  |  |  |  |                                           |
|                                         |  |  |  |  |  |  |  | Kung Oscar I                         |  |  |  |  |  |  |  |                                                    |  |  |  |  |  |  |  |                                           |
|                                         |  |  |  |  |  |  |  |                                      |  |  |  |  |  |  |  |                                                    |  |  |  |  |  |  |  |                                           |
|                                         |  |  |  |  |  |  |  |                                      |  |  |  |  |  |  |  |                                                    |  |  |  |  |  |  |  | Rådman François Clary                     |
|                                         |  |  |  |  |  |  |  |                                      |  |  |  |  |  |  |  |                                                    |  |  |  |  |  |  |  |                                           |
|                                         |  |  |  |  |  |  |  |                                      |  |  |  |  |  |  |  | Drottning Desideria av Sverige och Norge           |  |  |  |  |  |  |  |                                           |
|                                         |  |  |  |  |  |  |  |                                      |  |  |  |  |  |  |  |                                                    |  |  |  |  |  |  |  |                                           |
|                                         |  |  |  |  |  |  |  |                                      |  |  |  |  |  |  |  |                                                    |  |  |  |  |  |  |  | Rose Françoise Somis                      |
|                                         |  |  |  |  |  |  |  |                                      |  |  |  |  |  |  |  |                                                    |  |  |  |  |  |  |  |                                           |
| Prinsessan Eugénie av Sverige och Norge |  |  |  |  |  |  |  |                                      |  |  |  |  |  |  |  |                                                    |  |  |  |  |  |  |  |                                           |
|                                         |  |  |  |  |  |  |  |                                      |  |  |  |  |  |  |  |                                                    |  |  |  |  |  |  |  | Vicomte Alexandre de Beauharnais          |
|                                         |  |  |  |  |  |  |  |                                      |  |  |  |  |  |  |  |                                                    |  |  |  |  |  |  |  |                                           |
|                                         |  |  |  |  |  |  |  |                                      |  |  |  |  |  |  |  | Hertig Eugène av Leuchtenberg, vicekung av Italien |  |  |  |  |  |  |  |                                           |
|                                         |  |  |  |  |  |  |  |                                      |  |  |  |  |  |  |  |                                                    |  |  |  |  |  |  |  |                                           |
|                                         |  |  |  |  |  |  |  |                                      |  |  |  |  |  |  |  |                                                    |  |  |  |  |  |  |  | Kejsarinnan Joséphine av Frankrike        |
|                                         |  |  |  |  |  |  |  |                                      |  |  |  |  |  |  |  |                                                    |  |  |  |  |  |  |  |                                           |
|                                         |  |  |  |  |  |  |  | Prinsessan Joséphine av Leuchtenberg |  |  |  |  |  |  |  |                                                    |  |  |  |  |  |  |  |                                           |
|                                         |  |  |  |  |  |  |  |                                      |  |  |  |  |  |  |  |                                                    |  |  |  |  |  |  |  |                                           |
|                                         |  |  |  |  |  |  |  |                                      |  |  |  |  |  |  |  |                                                    |  |  |  |  |  |  |  | Kung Maximilian I Joseph av Bayern        |
|                                         |  |  |  |  |  |  |  |                                      |  |  |  |  |  |  |  |                                                    |  |  |  |  |  |  |  |                                           |
|                                         |  |  |  |  |  |  |  |                                      |  |  |  |  |  |  |  | Prinsessan Augusta Amalia av Bayern                |  |  |  |  |  |  |  |                                           |
|                                         |  |  |  |  |  |  |  |                                      |  |  |  |  |  |  |  |                                                    |  |  |  |  |  |  |  |                                           |
|                                         |  |  |  |  |  |  |  |                                      |  |  |  |  |  |  |  |                                                    |  |  |  |  |  |  |  | Lantgrevinnan Auguste av Hessen-Darmstadt |
|                                         |  |  |  |  |  |  |  |                                      |  |  |  |  |  |  |  |                                                    |  |  |  |  |  |  |  |                                           |